# Stibaroptera parvula
Stibaroptera parvula är en insektsart som beskrevs av Heinrich Hugo Karny 1926. Stibaroptera parvula ingår i släktet Stibaroptera och familjen vårtbitare. Inga underarter finns listade i Catalogue of Life.